# Ariane Ascaride
Ariane Ascaride, född 10 oktober 1954 i Marseille, Provence-Alpes-Côte d'Azur, är en fransk skådespelerska och manusförfattare.

## Utmärkelser
Ascaride har bland annat vunnit Césarpriset för bästa kvinnliga huvudroll 1998 för Marius & Jeannette och Volpipokalen för bästa kvinnliga skådespelare 2019 för Min dotter Gloria.

## Roller i urval
- 1977 – Konfirmationsfesten
- 1997 – Marius & Jeannette
- 1998 – Där hjärtat bor
- 2000 – Den lugna staden
- 2002 – Marie-Jo och hennes två älskare
- 2004 – Broderier
- 2004 – Min pappa är ingenjör
- 2006 – Le voyage en Arménie (även manus)
- 2009 – Igelkotten
- 2011 – Nathalie
- 2011 – Snön på Kilimanjaro
- 2014 – Les Héritiers
- 2017 – Huset vid havet
- 2020 – Min dotter Gloria
- 2023 – Drömmen lever vidare